# Urolophus viridis
Urolophus viridis är en rockeart som beskrevs av Alan Riverstone McCulloch 1916. Urolophus viridis ingår i släktet Urolophus och familjen Urolophidae. IUCN kategoriserar arten globalt som sårbar. Inga underarter finns listade i Catalogue of Life.